# Didelphis albiventris
L'opossum dall'orecchio bianco (Didelphis albiventris) è una specie di mammifero della famiglia Didelphidae.

## Distribuzione
Vive in Sud America. È stato trovato in Argentina, Bolivia, Brasile, Ecuador, Guyana, Paraguay, Perù, Suriname, Uruguay e Venezuela.

## Biologia
È un animale terrestre, e, qualche volta, arboricolo. Vive in un vasto range di habitat. È un onnivoro, si nutre di invertebrati, piccoli vertebrati, frutta e piante.

## Tassonomia
Per qualche tempo, queste specie erano scorrettamente conosciute con il nome di D. azarae, correttamente applicata all'opossum dal grande orecchio.
Dal 1993 al 2002, in questa denominazione di specie erano inclusi anche il Didelphis imperfecta e il Didelphis pernigra quali sottospecie.

## Il timbu come mascotte
Il timbu (nome locale del Didelphis albiventris) è la mascotte della squadra di calcio brasiliana del Náutico di Recife.